# Liogonyleptoides capichaba
Liogonyleptoides capichaba is een hooiwagen uit de familie Gonyleptidae.